# Alope (Ftiotide)
Alope (in greco antico: Αλόπη?) era una polis dell'antica Grecia ubicata nella Ftiotide, regione dell'antica Tessaglia, menzionata da Omero nel catalogo delle navi dell'Iliade.

## Storia
Strabone la distingue da altre due città portanti lo stesso nome, una nella zona della Locride Epicnemidia e l'altra nella Locride Ozolia. Alcuni erano del parere che in realtà l'Alope menzionata nel catalogo delle navi era quella della Locride Epictemidia, mentre altri hanno cercato di sostituire Alope con Aliunte.
Secondo Stefano di Bisanzio, Alope di Ftiotide si trovava sulla costa del golfo Maliaco.